# Заменгоф, Марк Фабианович
Марк Фабианович Заменгоф (при рождении Мотл (Мотель) Зааменхоф; пол. Markus Zamenhof, известен также как Мордха Марк Заменгоф, Мордхе Файвелович Заменгоф, Маркус Фабианович Заменгоф, 1837—1907) — еврейский учитель и общественный деятель, отец создателя эсперанто Л. Л. Заменгофа.

## Биография

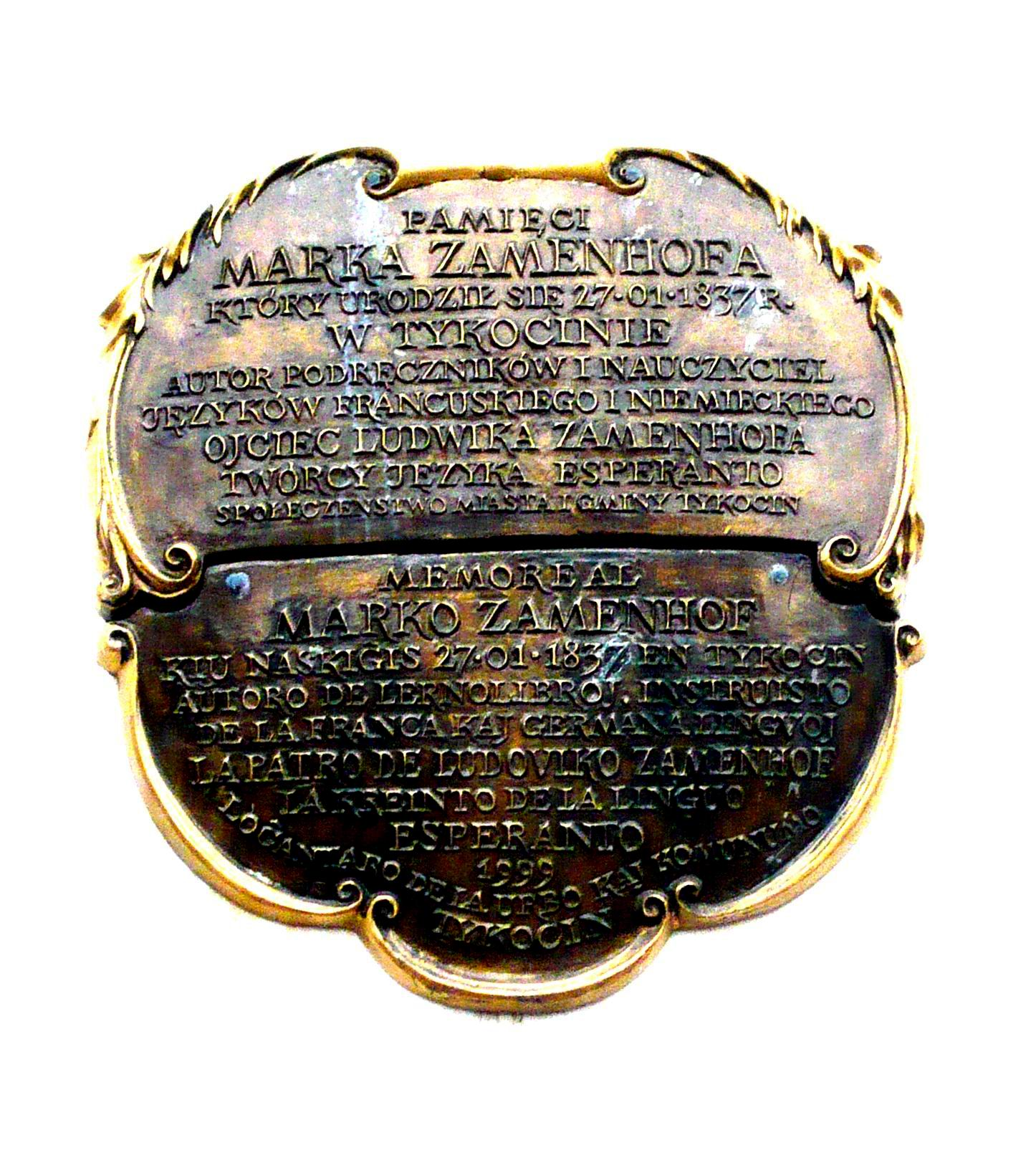
Мемориальная доска в честь М.Заменгофа в Тыкоцине

Мотл (Мордхе, Марк, Маркус) Заменгоф родился в Сувалках, в семье тыкоцинского мещанина Файбы Вольфовича Заменгофа (1801—1861) и Райны Перцовны Заменгоф. Двумя годами позднее, в 1839 году, родилась его младшая сестра Ривка. Как и его отец, Марк был последователем возникшего во второй половине XVIII века движения «Хаскала» («Просвещение») — движения за широкое образование евреев, считавшего одной из главных причин их ущемления и дискриминации собственное невежество, замкнутость, фанатизм, предрассудки. Отец Марка был преподавателем иностранных языков, и он привил сыну страсть к изучению иностранных языков. В 1858 году в Белостоке женился на восемнадцатилетней Либе-Рохл Софер (впоследствии Розалия Шолемовна Заменгоф, 1839—1892). Там же в 1859 году у них родился первенец — Лейзер, будущий создатель языка эсперанто. Помимо Лейзера, у супругов Заменгоф родилось ещё десять детей: Фейга, Гитл, Сора-Двойра, Феликс, Герш, Генрик, Мина, Леон, Александр и Ида.
После переезда из Тыкоцина в Белосток работал в качестве домашнего наставника в знатных семьях. Затем они вместе с единомышленником открыли в Белостоке еврейскую школу, где наряду с традиционными еврейскими дисциплинами, преподавал и другие науки. Марк Заменгоф публиковал в газете «Гацефира» работы по филологии древнееврейского языка, составил учебные пособия на иврите по еврейскому вероучению, географии и языкознанию. Его «Учебник немецкого языка для русского юношества» выдержал 14 изданий, «Сравнительная русско-польско-французско-немецкая фразеология» также выдержала несколько изданий, выходили в нескольких изданиях и другие работы учебного характера. В 1905 году вышла его книга «Proverbaro Esperanta: пословицы и поговорки на международном языке» (Буквы A—B). Помимо этого, М. Заменгоф был одним из инициаторов реконструкции хоральной синагоги Белостока в духе реформистского иудаизма. Позже, после подавления январского восстания 1863 года, Марк стал преподавателем иностранных языков и географии в гимназии.
В 1868 году на открытии новой синагоги в Белостоке М. Заменгоф выступил с речью на русском языке, в которой он, упомянув о гонениях на евреев в прошлом, выразил благодарность императору Александру II «за его справедливые законы и хорошие указы» и призвал российских евреев поступать в духе новой, либеральной эпохи: «Не будем больше отделяться от наших братьев — русских, среди которых мы живем, а будем участвовать наравне с ними во всех делах страны, для нашего блага и счастья».
Летом 1874 году семья Заменгоф переехала в Варшаву, где Марк Заменгоф преподавал французский и немецкий в Ветеринарном институте и в реальном училище. Материальное положение семьи Заменгоф было достаточно сложным, и Марк устроился на дополнительную работу в качестве цензора. Когда в 1892 умерла его жена, Марк Заменгоф, будучи в расстройстве, пропустил в газете Berliner Tageblatt упоминание о злоупотреблении алкоголем русского царя Александра III, за что был оштрафован на 5000 рублей.
Марк Заменгоф умер в Варшаве в 1907 и похоронен на еврейском кладбище.

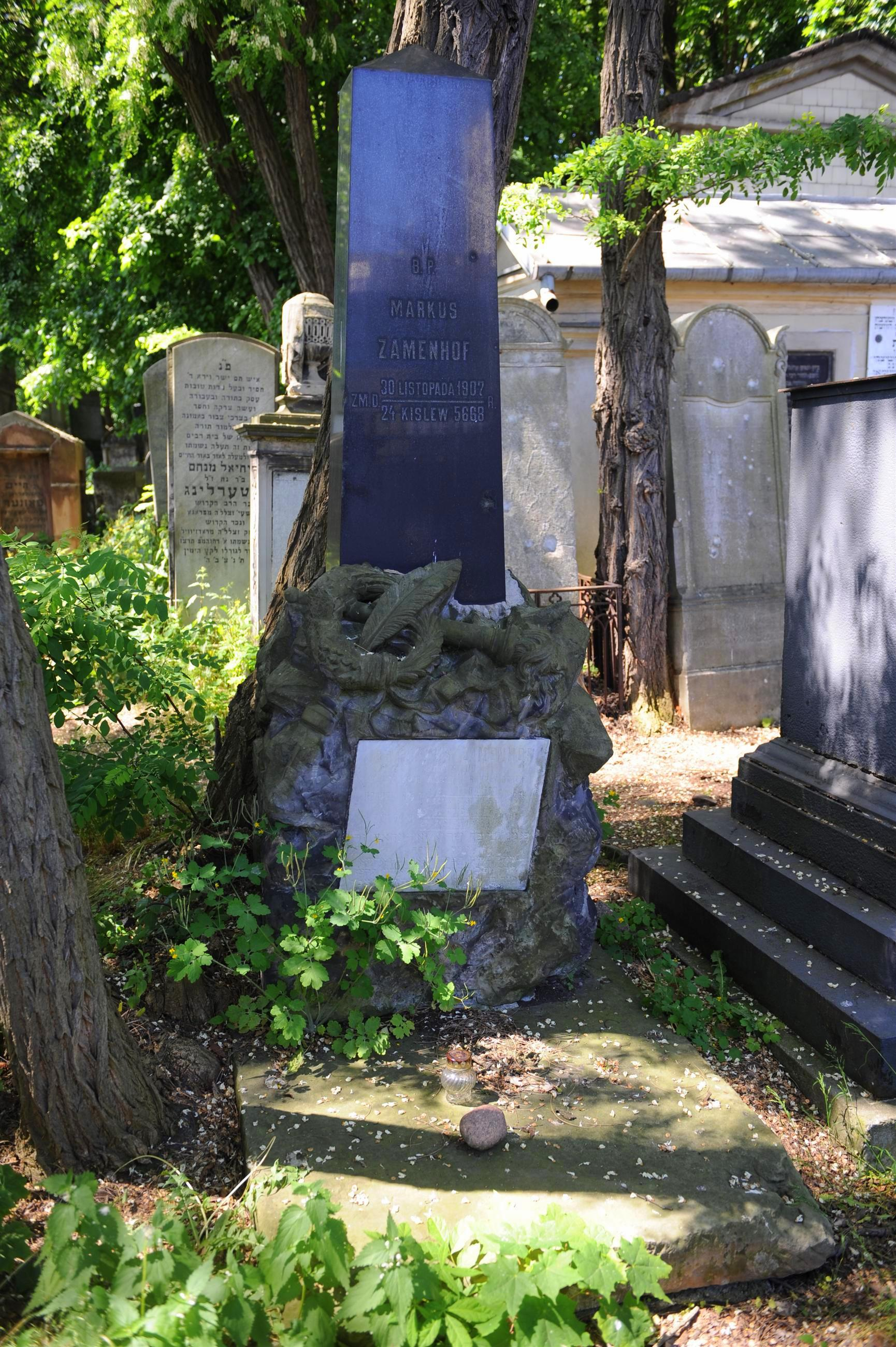
Могила М. Заменгофа в Варшаве

## Отношение к эсперанто
Марк Заменгоф в течение многих лет был против замысла своего сына Лейзера (Людвика) создать искусственный язык, полагая, что это не гарантирует средств к существованию. Однажды, когда Людвик находился в Москве, М. Заменгоф сжёг рукописи сына с набросками проекта языка эсперанто, после чего Людвику пришлось по памяти восстанавливать уничтоженные материалы. При этом многое он стал менять, улучшать и таким образом создал второй вариант языка. Своё негативное отношение к этому языку Марк Заменгоф изменил только после публикации первого учебника эсперанто в 1887 году.